# Druckluft-Ölsperre

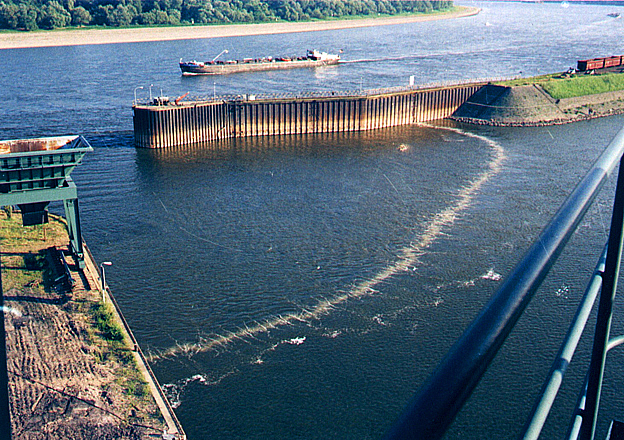
Ölsperre im Godorfer Hafen, Köln

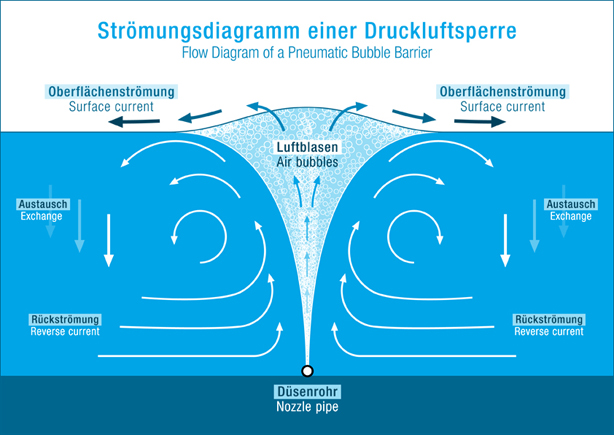
Flussdiagramm einer Druckluftsperre

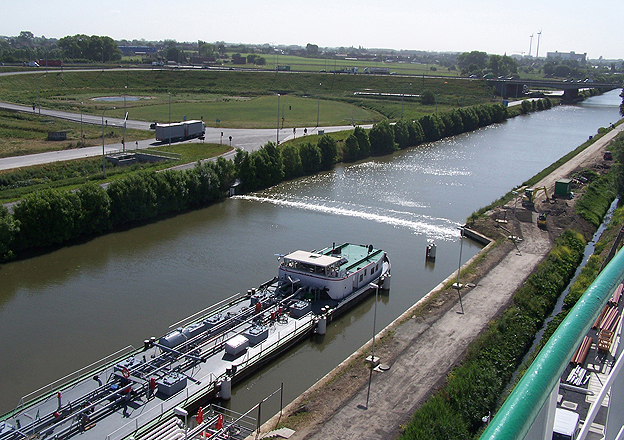
Ölsperre im Ölhafen von Roeselare, Belgien

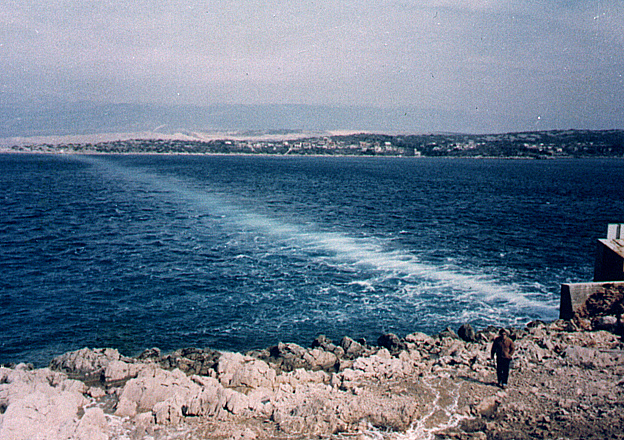
Ölsperre in Rijeka, Kroatien

Die Druckluft-Ölsperre oder auch Druckluftsperre ist eine Anlage, die in Gewässern oder Hafenanlagen eine Sperre erzeugt für alles, was auf dem Wasser treibt. Sie hält vor allem schwimmendes Öl und Treibgut zurück. Seit mehr als 50 Jahren wird sie in Schleusen, Häfen, Flüssen, Kanälen oder zum Schutz von Industrieanlagen eingesetzt.

## Hauptbestandteile
Hauptbestandteile einer fest installierten Druckluft-Ölsperre sind:
- Düsenrohr auf der Gewässersohle
- Zuluftrohre
- Druckluftstation mit Kompressoren

## Funktionsweise
Bei einer fest installierten Anlage werden Schläuche oder Rohre mit speziellen Düsenöffnungen auf dem Gewässergrund verankert. Im Einsatzfall wird die in einer Druckluftstation erzeugte Druckluft in das Düsenrohr gedrückt. Die aus den Düsen austretende Luft erzeugt im Wasser eine vertikale Strömung, die sich an der Wasseroberfläche in zwei horizontale Strömungen umwandelt. Diese horizontalen Strömungen halten auf der Wasseroberfläche schwimmendes Öl und andere treibende Stoffe zurück. Boote oder Schiffe können die Sperre ungehindert passieren.
Eine fest installierte Druckluftanlage ist nach der Aktivierung in der Regel in wenigen Minuten einsatzbereit. Sie ist ohne zusätzliche Arbeitskraft zu bedienen und kann auch bei einem Feuer eingesetzt werden.
Die Wirkungsweise einer Druckluft-Ölsperre ist dann erschöpft, wenn sich durch stetig nachlaufendes Öl oder steigendes Treibgut-Aufkommen der Druck auf die Sperre erhöht und die Kraft der Strömung übersteigt. Im Einsatzfall ist gleichzeitiges Abschöpfen der treibenden Stoffe nötig, um die Funktion der Sperre zu erhalten.

## Geschichte und Entwicklung
Die erste Druckluft-Ölsperre wurde 1961 in Deutschland im Hamburger Petroleumhafen errichtet. Die Federführung hatte der damalige Baurat Dr.-Ing. Erich Stehr vom ehemaligen Amt für Strom- und Hafenbau. Die heute größten Anlagen stehen in Rijeka, Kroatien, mit 972 m Länge und Umm an-Nar, Vereinigte Arabische Emirate, mit 500 m Länge. Das System wurde mit Hilfe von Forschungsgeldern des Bundesumwelt- und ‑bauministeriums von der Firma Hydrotechnik Lübeck weiter entwickelt und kann inzwischen auch zur Schalldämpfung im Wasser bei Rammarbeiten oder Munitionssprengungen auf See eingesetzt werden (Big Bubble Curtain bzw. Blasenschleier).